# Teatro Adelphi (Londra)
Il teatro Adelphi (in inglese Adelphi Theatre) è un teatro del West End di Londra, che si trova sullo Strand nella città di Westminster. L'attuale edificio è il quarto sul luogo. Il teatro si è specializzato nella commedia e nel teatro musicale e oggi ospita una varietà di produzioni, tra cui molti musical. Il teatro era di II grado per la conservazione storica al 1º dicembre 1987.

## Storia

### XIX secolo
Fu fondato nel 1806 con il nome di Sans pareil ("Senza confronto") dal commerciante John Scott e sua figlia Jane (1770-1839). Jane era una manager teatrale britannica, attrice e drammaturga. Insieme hanno costituito una compagnia teatrale e dal 1809 il teatro fu concesso in licenza per intrattenimenti musicali, pantomime e burlette. Scrisse più di cinquanta pezzi teatrali in una vasta gamma di generi: melodrammi, pantomime, farse, operette comiche, drammi storici, adattamenti ed anche traduzioni. Jane Scott si ritirò nel Surrey nel 1819, sposando John Davies Middleton (1790-1867).

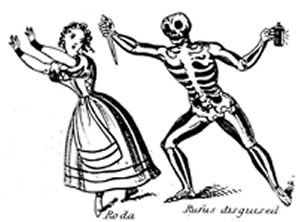
Abbozzo di una scena di una commedia di Jane Scott del 1816, The Old Oak Chest

Il 18 ottobre 1819, il teatro riaprì sotto il suo nome attuale che è stato adottato dagli edifici Adelphi sul lato opposto.
Nei suoi primi anni il teatro era noto per il melodramma, veniva chiamato Adelphi Screamers ("urlatori"). Anche molte storie di Charles Dickens sono state adattate qui per il palcoscenico tra cui Il battesimo di John Baldwin Buckstone, una burletta comica che iniziò il 13 ottobre 1834, basata sulla storia The Bloomsbury Christening. È famoso per essere stato il primo adattamento di Dickens eseguito. Questo fu il primo di molti dei primi lavori di Dickens adattato per il palcoscenico del teatro Adelphi, compreso The Pickwick Papers e The Peregrinations of Pickwick di William Leman Rede; o anche Boz-i- a-na, una burletta in tre atti eseguita in prima il 3 aprile 1837, la produzione di Nicholas Nickleby da parte di Frederick Henry Yates; oppure Doings at Do-The-Boys Hall nel mese di novembre e dicembre 1838, e la burletta in due atti di Edward Stirling The Old Curiosity Shop; o One Hour from Humphrey's Clock (novembre e dicembre 1840, gennaio 1841). Il teatro stesso appare come un cameo in The Pickwick Papers.
L'Adelphi passò sotto la direzione di Madame Celeste e del comico Benjamin Webster nel 1844 e Buckstone fu designato suo drammaturgo residente. Continuarono le drammatizzazioni dei lavori di Dickens, tra le quali A Christmas Carol; o Past, Present, and Future che andò in scena il 5 febbraio; e The Chimes: A Goblin Story of Some Bells that rang an Old Year out and a New One In di Beckett. Nel 1848 furono eseguite The Haunted Man and the Ghost's Bargain.

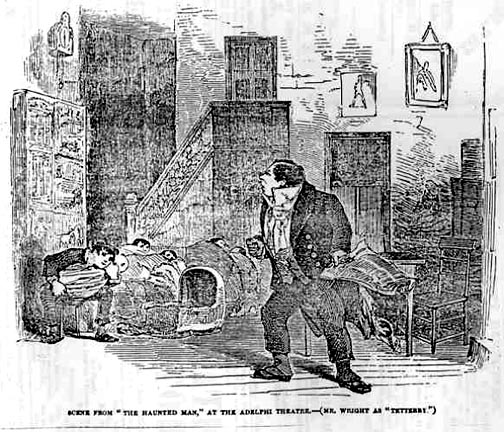
The Haunted Man and the Ghost’s Bargain di Charles Dickens al teatro Adelphi in The Illustrated London News, 30 dicembre 1848

Il vecchio teatro fu demolito e il 26 dicembre del 1858 The New Adelphi fu inaugurato e fu considerato un miglioramento delle condizioni ristrette dell'originale che era stato descritto come una trasformazione frettolosa da una taverna, permanentemente mantenuto in uno stato provvisorio. Il nuovo teatro poteva ospitare 1.500 persone con posti in piedi per altre 500. L'interno era illuminato da lampade Sun di Stroud brevettate, una serie brillante di reticelle di gas passanti attraverso un lampadario di cristallo intagliato.
A metà del XIX secolo John Lawrence Toole confermò la sua fama di attore di commedia all'Adelphi. Sempre nella metà del XIX secolo l'Adelphi ospitò una serie di operette francesi tra cui La belle Hélène. Nel 1867 tuttavia l'Adelphi diede una spinta in avanti all'opera comica inglese ospitando la prima esecuzione pubblica della prima opera di Arthur Sullivan, Cox e Box.
L'edificio venne ristrutturato nel 1879 e di nuovo nel 1887, quando l'immobile accanto, insieme al The Hampshire Hog nello Strand e la Nell Gwynne Tavern in Bull Inn Court, furono acquistati dalla Gattis, allo scopo di allargare il teatro. Costruirono anche una nuova facciata allargata e parte di questo è ancora visibile oggi al di sopra del Crystal Rooms vicino all'attuale teatro Adelphi.
Un attore che si esibiva regolarmente all'Adelphi nella seconda metà del XIX secolo, William Terriss, fu pugnalato a morte durante la rappresentazione di Secret Service il 16 dicembre 1897, mentre entrava nel teatro dall'ingresso reale in Maiden Lane, che usava come ingresso privato. Questo è ora ricordato da una placca sul muro vicino alla porta del palcoscenico. Fuori, in un bar dei dintorni, un cartello dice che l'assassino sarebbe stato commesso da qualcuno all'interno del teatro, ma fu il principe Richard Archer a commettere l'omicidio. Si dice che il fantasma di Terriss si aggiri per il teatro. La figlia di Terriss era Ellaline Terriss, una famosa attrice e suo marito, l'attore-direttore Seymour Hicks ha gestito l'Adelphi per alcuni anni, alla fine del XIX secolo. La porta del palcoscenico dell'attuale Adelphi è in Maiden Lane, ma allora era in Bull Inn Court. William Terriss avrebbe in seguito avuto un teatro a lui intitolato, il teatro Terriss in Rotherhithe, più tardi conosciuto come l'ippodromo Rotherhithe.
L'edificio adiacente, ai numeri 409 e 410 dello Strand, fu costruito nel 1886-1887 da John Maria Gatti della Gatti Brothers, come ristorante dell'Adelphi. La facciata rimane essenzialmente la stessa, ma con finestre di vetro piano e, come il teatro, è un edificio di interesse storico di grado II.

### XX secolo

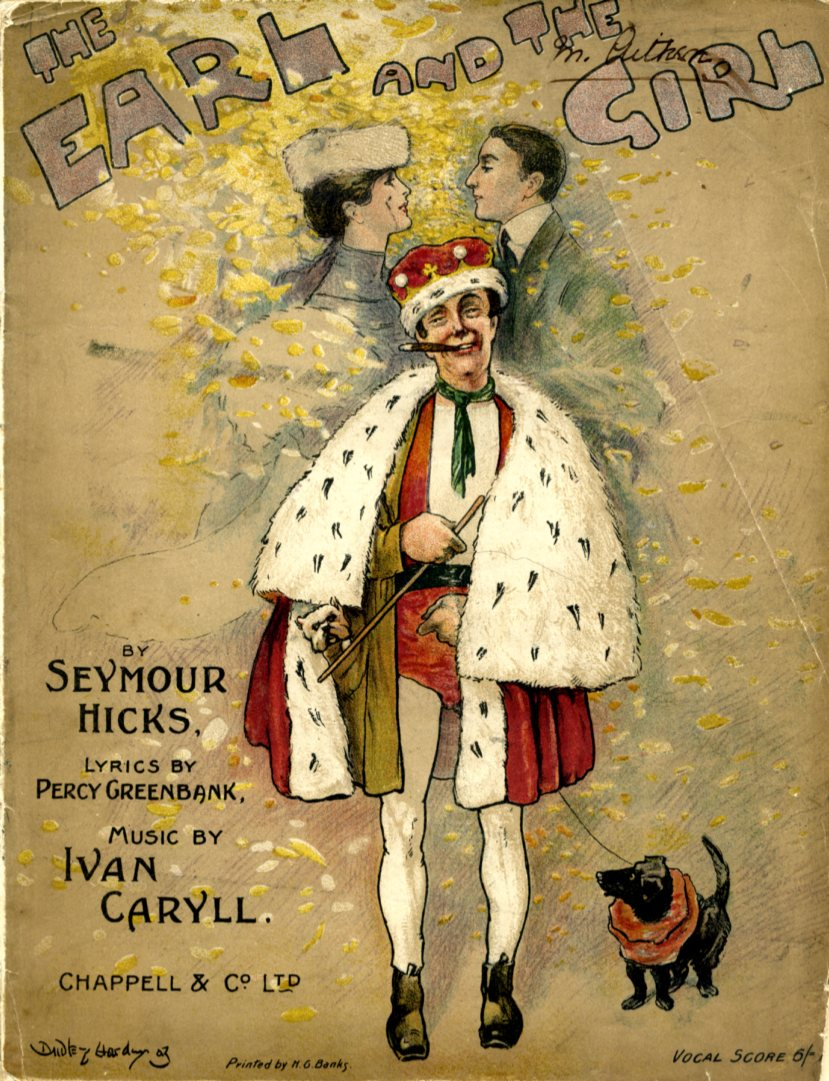
The Earl and the Girl, copertina dello spartito vocale

L'11 settembre 1901, fu inaugurato il terzo teatro come Century Theatre, anche se poi il nome fu ripristinato nel 1904. Questo teatro è stato costruito da Frank Kirk con il progettista Ernest Runtz. George Edwards, il decano di Londra del teatro musicale, assunse la gestione del teatro nel 1908. Nella prima parte del XX secolo l'Adelphi fu sede di una serie di commedie musicali, le più riuscite delle quali erano: The Earl and the Girl (1904), The Dairymaids (1907), The Quaker Girl (1910), The Boy (1917), Clowns in Clover (1927), e Mr. Cinders (1929).
L'attuale Adelphi fu inaugurato il 3 dicembre 1930, ridisegnato in stile Art Deco da Ernest Schaufelberg. Fu chiamato il Royal Adelphi Theatre e riaprì con il musical di successo Ever Green, di Lorenz Hart e Richard Rodgers, basato sul libro di Benn W. Levy. Words and Music di Noël Coward fu rappresentata in anteprima nel teatro nel 1932. L'operetta Balalaika (una versione rivista de The Gay Hussars) fu presentata in teatro nel 1936 e nel 1940 il nome del teatro tornò ancora una volta ad essere The Adelphi. Il teatro ha continuato a ospitare commedie e musical, tra cui Bless The Bride (1947), Maggie May (1964), e A Little Night Music (1975), come pure drammi (vedi sotto per una lista a partire dal 1979).
Una proposta di riqualificazione del Covent Garden da parte del GLC nel 1968 vide il teatro a rischio, insieme con i vicini teatri Vaudeville, Garrick, Lyceum Theatre e Duchess. Una campagna attivata da Equity, il sindacato dei musicisti, e dei proprietari di teatro sotto gli auspici della Campagna Salva Teatri di Londra portò all'abbandono del progetto.
Il 27 febbraio 1982 l'Adelphi ha ospitato la serata finale del D'Oyly Carte Opera Company per un concerto di canzoni provenienti da tutti e tredici i Savoy Opera così pure anche Cox e Box e Thespis. Nel 1993, il Really Useful Group di Andrew Lloyd Webber acquistò il teatro e lo ristrutturò completamente prima della rappresentazione del suo adattamento di Sunset Boulevard. Il video del 1998 del musical Cats di Lloyd Webber fu girato in questo teatro.

### XXI secolo
Nel novembre 1997, la produzione di Londra del popolare musical americano Chicago andò in anteprima all'Adelphi, diventando la produzione più lunga mai eseguita del teatro durante la sua vita di otto anni e mezzo (che l'ha resa anche la più lunga esecuzione musicale americana nella storia del West End). Nell'aprile 2006, Chicago fu trasferito al teatro Cambridge (e più tardi al teatro Garrick, dove ha terminato nel 2012.).
Il rilancio di Michael Grandage di Evita di Andrew Lloyd Webber sostituì Chicago, a partire dalla prima del 2 giugno 2006 prima di terminare, dopo una durata di dodici mesi, il 26 maggio 2007. Brian Wilson eseguì il suo album Pet Sounds per l'ultima volta nel Regno Unito presso l'Adelphi nel novembre 2006 . Dal 6 luglio 2007, l'Adelphi è stato sede di un'altra ripresa di Lloyd Webber, Joseph and the Amazing Technicolor Dreamcoat. L'attore che interpretava Joseph, Lee Mead, era stato lanciato dopo aver vinto lo show televisivo della BBC Any Dream Will Do, e recitò al fianco di Preeya Kalidas e Dean Collinson.

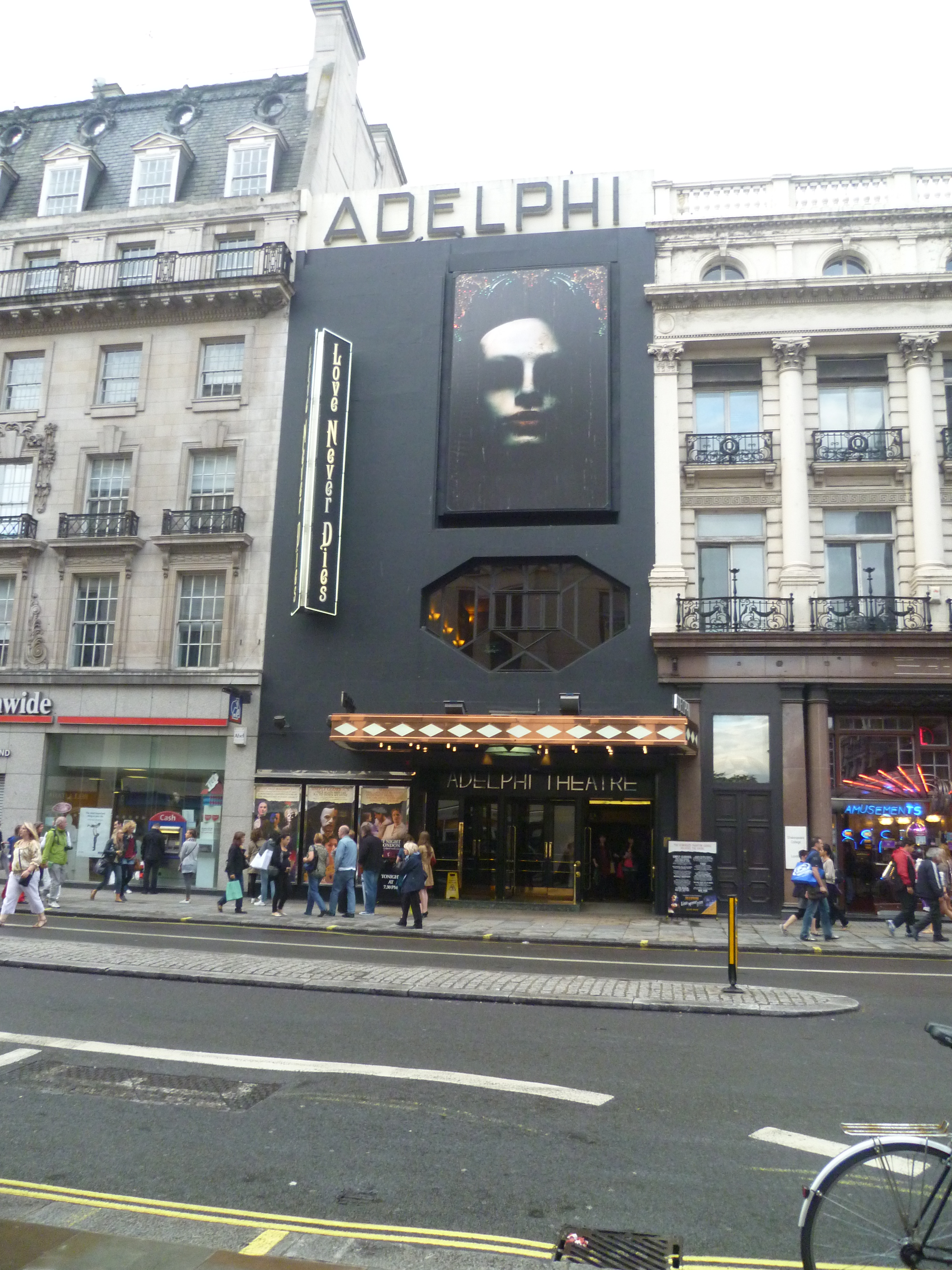
Il teatro Adelphi, 27 agosto 2011

Il 9 marzo 2010 vide la prima del musical di Andrew Lloyd Webber, Love Never Dies, cheterminò sabato 27 agosto 2011. Il Teatro Nazionale trasferì il loro spettacolo One Man, Two Guvnors al teatro dall'8 novembre 2011. Questa produzione si è spostata fuori dal di teatro il 25 febbraio 2012, trasferendosi al Theatre Royal Haymarket.
Sweeney Todd, il diabolico barbiere di Fleet Street iniziò una stagione limitata all'Adelphi dal 10 marzo al 22 settembre 2012, trasferito dal Chichester Festival Theatre, interpretato da Michael Ball e Imelda Staunton.
Il teatro è attualmente di proprietà e gestito dalla Adelphi Theatre Company Limited, una partnership tra Really Useful Theatres di Andrew Lloyd Webber e la Nederlander Internazionale.

## Produzioni recenti ed attuali
- My Fair Lady (25 ottobre 1979 – 31 ottobre 1981)
- The 1981–82 D'Oyly Carte Opera Company Season (11 novembre 1981 – 27 febbraio 1982)
- The American Dream Machine (20 ottobre 1982 – 1 dicembre 1982)
- Marilyn (17 marzo 1983 – 30 luglio 1983)
- Poppy  (12 novembre 1983 – 4 febbraio 1984)
- Lena Horne – The Lady and Her Music (6 agosto 1984 – 29 settembre 1984)
- The Jungle Book (4 dicembre 1984 – 12 gennaio 1985)
- Me and My Girl (12 febbraio 1985 – 16 gennaio 1993)
- Sunset Boulevard (12 luglio 1993 – aprile 1997)
- Damn Yankees (4 giugno 1997 – 9 agosto 1997)
- Chicago (19 novembre 1997 – 22 aprile 2006), star (in momenti differenti) Ruthie Henshall, Ute Lemper, Jill Halfpenny, Denise van Outen, Brooke Shields, Linzi Hateley, Bonnie Langford, Jennifer Ellison, Josefina Gabrielle, Nigel Planer, Kevin Kennedy, Clive Rowe, David Hasselhoff, John Barrowman, Anita Dobson, Alison Moyet and Gaby Roslin
- Evita (20 giugno 2006 – 26 maggio 2007) by Andrew Lloyd Webber e Tim Rice, star Elena Roger, Philip Quast e Matt Rawle
- Joseph and the Amazing Technicolor Dreamcoat (6 luglio 2007 – 30 maggio 2009) di Andrew Lloyd Webber e Tim Rice, star Lee Mead, Gareth Gates, Preeya Kalidas e Dean Collinson
- Derren Brown: Enigma (15 giugno 2009 – 23 luglio 2009)
- The Rat Pack: Live From Las Vegas (24 settembre 2009 – 2 gennaio 2010)
- Love Never Dies (9 marzo 2010 – 27 agosto 2011)
- One Man, Two Guvnors (21 novembre 2011 – 25 febbraio 2012)
- Sweeney Todd, the Demon Barber of Fleet Street (10 marzo 2012 – 22 settembre 2012)
- The Bodyguard, con la musica di Whitney Houston (6 novembre 2012 – 29 agosto 2014)[9]
- Made in Dagenham, musical about equal pay for women (5 novembre 2014 – 11 aprile 2015)[10][11]
- Kinky Boots, (21 agosto 2015 – 28 maggio 2016)[12][13]